# Sparring
Lo sparring è una forma di allenamento sportivo, praticata dall'atleta con un collaboratore (non necessariamente l'allenatore).

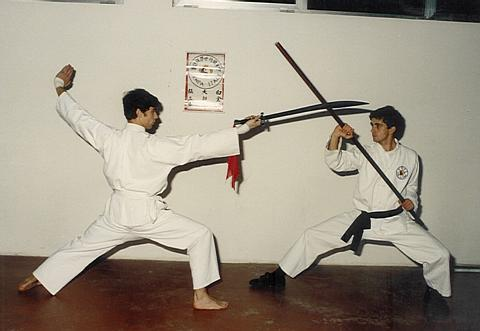
Esercizio di sparring nel wushu.

## Finalità
Pur trattandosi sostanzialmente di una forma di allenamento libero, è generalmente vincolata ad accordi per evitare infortuni. Lo sparring è comune soprattutto in discipline individuali, tra cui quelle di lotta (per esempio il pugilato o un'arte marziale). Esiste tuttavia anche nel tennis.
Non è raro che il partner sia, a sua volta, un ex atleta che ha così modo di rientrare o rimanere nel giro.

## Altri utilizzi del termine
L'espressione si riscontra anche negli sport di squadra, indicando metaforicamente il minor valore di un'avversaria rispetto ad una formazione teoricamente più forte.